# 15005 Guerriero
15005 Guerriero eller 1997 XY10 är en asteroid i huvudbältet som upptäcktes den 7 december 1997 av de båda italienska astronomerna Ulisse Munari och Maura Tombelli vid Cima Ekar-observatoriet. Den är uppkallad efter den italienska fysikern Luciano Guerriero.
Asteroiden har en diameter på ungefär 9 kilometer och den tillhör asteroidgruppen Hygiea.